# نووه ویلموویتسه
نووه ویلموویتسه (به چکی: Nové Vilémovice) یک منطقهٔ مسکونی در جمهوری چک است که در Uhelná واقع شده‌است. نووه ویلموویتسه ۱۴ نفر جمعیت دارد.